# 斯蒂佩爾岩
斯蒂佩爾岩（英語：Stipple Rocks），是南極洲的岩石，位於葛拉漢地的法利埃海岸，處於米勒蘭島西北面6公里的瑪格麗特灣，在1936年由英國探險隊測量，現時由南極條約體系管理。